# Omega-3 masna kiselina
−3 masne kiseline (ω−3 masne kiseline, omega-3 masne kiseline) su esencijalne nezasićene masne kiseline sa dvostrukom vezom (C=C) počevši od trećeg atoma ugljenika sa kraja ugljenikovog lanca.
Esencijalne masne kiseline su molekuli koji se ne mogu sintetisati u ljudskom telu ali su vitalni za normalni metabolizam. Jedna od dve familije esencijalnih masnih kiselina su omega-3 masne kiseline. 
Ugljenični lanac ima dva kraja -- kiselinski (COOH) kraj i metilni (CH3) kraj. Lokacija prve dvostruke veze se numeriše sa metilnog kraja, koji je takođe poznat kao omega (ω) kraj ili n kraj. 
Prehrambeno važne n−3 masne kiseline su α-linoleinska kiselina (ALA), eikozapentaenoinska kiselina (EPA), i dokozaheksaenoinska kiselina (DHA), sve od kojih su polinezasićene. 
Uobičajeni izvori n–3 masnih kiselina su riblje ulje i neka biljna ulja, kao što su ulja lana i algi.
Sisari ne mogu da sintetišu n−3 masne kiseline, ali imaju ograničenu sposobnost formiranja dugolančanih n−3 masnih kiselina EPA (20 ugljenika) i DHA (22 ugljenika) iz masne kiseline ALA sa osamnaest ugljenika.

## Hemija
−3 masne kiseline koje su važne u ljudskoj fiziologiji su α-linoleinska kiselina (18:3, n−3; ALA), eikozapentaenoinska kiselina (20:5, n−3; EPA), i dokozaheksaenoinska kiselina (22:6, n−3; DHA). Ove tri polinezasićene kiseline imaju bilo 3, 5, ili 6 dvostrukih veza u lancu sa 18, 20, ili 22 ugljenika, respektivno. Kao i kod većine prirodnih masnih kiselina, sve dvostruke veze su u cis-konfiguraciji.
Jod se može dodati na dvostruke veze dokozaheksaenoinske i arahidonske kiseline, čime se formiraju jodolipidi.

### Lista−3 masnih kiselina
Ova tabela sadrži nekoliko različitih imena uobičajenih n−3 masnih kiselina nađenih u prirodi.
| Uobičajeno ime                                        | Lipidno ime | Hemijsko ime                                            |
| ----------------------------------------------------- | ----------- | ------------------------------------------------------- |
| Heksadekatrienoinska kiselina ()                      | 16:3 (−3)   | sve-cis-7,10,13-heksadekatrienoinska kiselina           |
| α-linoleinska kiselina ()                             | 18:3 (−3)   | sve-cis-9,12,15-octadecatrienoic kiselina               |
| Stearidonska kiselina ()                              | 18:4 (−3)   | sve-cis-6,9,12,15-oktadekatetraenoinska kiselina        |
| Eikozatrienoinska kiselina ()                         | 20:3 (−3)   | sve-cis-11,14,17-eikozatrienoinska kiselina             |
| Eikozatetraenoinska kiselina ()                       | 20:4 (−3)   | sve-cis-8,11,14,17-eikozatetraenoinska kiselina         |
| Eikozapentaenoinska kiselina ()                       | 20:5 (−3)   | sve-cis-5,8,11,14,17-eikozapentaenoinska kiselina       |
| Heneikozapentaenoinska kiselina ()                    | 21:5 (−3)   | sve-cis-6,9,12,15,18-heneikozapentaenoinska kiselina    |
| Dokozapentaenoinska kiselina (), Klupadonska kiselina | 22:5 (−3)   | sve-cis-7,10,13,16,19-dokosapentaenoinska kiselina      |
| Dokozaheksaenoinska kiselina ()                       | 22:6 (−3)   | sve-cis-4,7,10,13,16,19-dokozaheksaenoinska kiselina    |
| Tetrakozapentaenoinska kiselina                       | 24:5 (−3)   | sve-cis-9,12,15,18,21-tetrakozapentaenoinska kiselina   |
| Tetrakozaheksaenoinska kiselina (Nisininska kiselina) | 24:6 (−3)   | sve-cis-6,9,12,15,18,21-tetrakozaheksaenoinska kiselina |

## Literatura
- Bell, J.G.; MacKinlay, EE; Dick, JR; MacDonald, DJ; Boyle, RM; Glen, AC (2004). „Essential fatty acids and phospholipase A2 in autistic spectrum disorders”. Prostaglandins Leukot.Essent.Fatty Acids. 71 (4): 201—204. PMID 15301788. doi:10.1016/j.plefa.2004.03.008.
- Cunnane, SC (2006). „Survival of the fattest: the key to human brain evolution.”. Medécine/Sciences: M/S. 22 (6–7): 659—63. PMID 16828044. doi:10.1051/medsci/20062267659.
- [мртва веза]
- -{Lands, William E.M. Fish, Omega-3 and Human Health. 2005. ISBN 1-893997-81-2.. Champaign. AOCS Press.  —
- Ohara, K. (2007). „The n−3 polyunsaturated fatty acid/dopamine hypothesis of schizophrenia”. Prog Neuropsychopharmacol Biol Psychiatry. 31 (2): 469—474. PMID 17184889. doi:10.1016/j.pnpbp.2006.11.013.
- Richardson, A.J.; Ross, M.A. (2000). „Fatty acid metabolism in neurodevelopmental disorder: a new perspective on associations between attention-deficit/hyperactivity disorder, dyslexia, dyspraxia and the autistic spectrum”. Prostaglandins Leukot.Essent.Fatty Acids. 63 (1–2): 1—9. PMID 10970706. doi:10.1054/plef.2000.0184.
- Robson, A. (2006). „Shellfish view of omega-3 and sustainable fisheries”. Nature. 444 (7122): 1002. Bibcode:2006Natur.444.1002R. doi:10.1038/4441002d.
- Robson, A. (2007). „Preventing the diseases of civilisation: shellfish, the omega-3:6 balance and human health” (PDF). Shellfish News. 23: 25—27. Архивирано из оригинала (PDF) 27. 09. 2011. г. Приступљено 04. 09. 2011.
- Scher, J.; Pillinger, M. (2005). „15d-PGJ2: The anti-inflammatory prostaglandin?”. Clinical Immunology. 114 (2): 100—109. PMID 15639643. doi:10.1016/j.clim.2004.09.008.
- {cite book|last1=Tribole |first1=Evelyn |oclc=77520775|title=The Ultimate Omega-3 Diet|location=New York|publisher=McGraw-Hill|year=2007|isbn=978-0-07-146986-9}}
- Young, G.; Conquer, J (2005). „Omega-3 fatty acids and neuropsychiatric disorders”. Reprod.Nutr.Dev. 45 (1): 1—28. PMID 15865053. doi:10.1051/rnd:2005001.
- Boyd, Hillary; Basant, Puri K. (2004). The Natural Way to Beat Depression: the groundbreaking discovery of EPA to change your life. London: Hodder and Stoughton. ISBN 0-340-82497-2. OCLC 59305855.
- Chow, Ching Kuang (2001). Fatty Acids in Foods and Their Health Implications. New York: Routledge Publishing. OCLC 25508943.
- -{Clover, Charles. The End of the Line: How overfishing is changing the world and what we eat. Ebury Press, London. Clover, Charles (2004). The End of the Line: How Overfishing is Changing the World and what We Eat. Ebury. ISBN 0-09-189780-7. OCLC 67383509.. —

## Spoljašnje veze
- DHA/EPA Omega-3 Institut
- Američko udruženje za srce: "Riba & omega-3 masne kiseline"
- „Omega-3 masne kiseline”. Архивирано из оригинала 22. 11. 2008. г. Приступљено 04. 09. 2011.